# Mat Latos
Mathew A. Latos (né le 9 décembre 1987 à Alexandria, Virginie, États-Unis) est un lanceur droitier de la Ligue majeure de baseball.

## Carrière

### Padres de San Diego

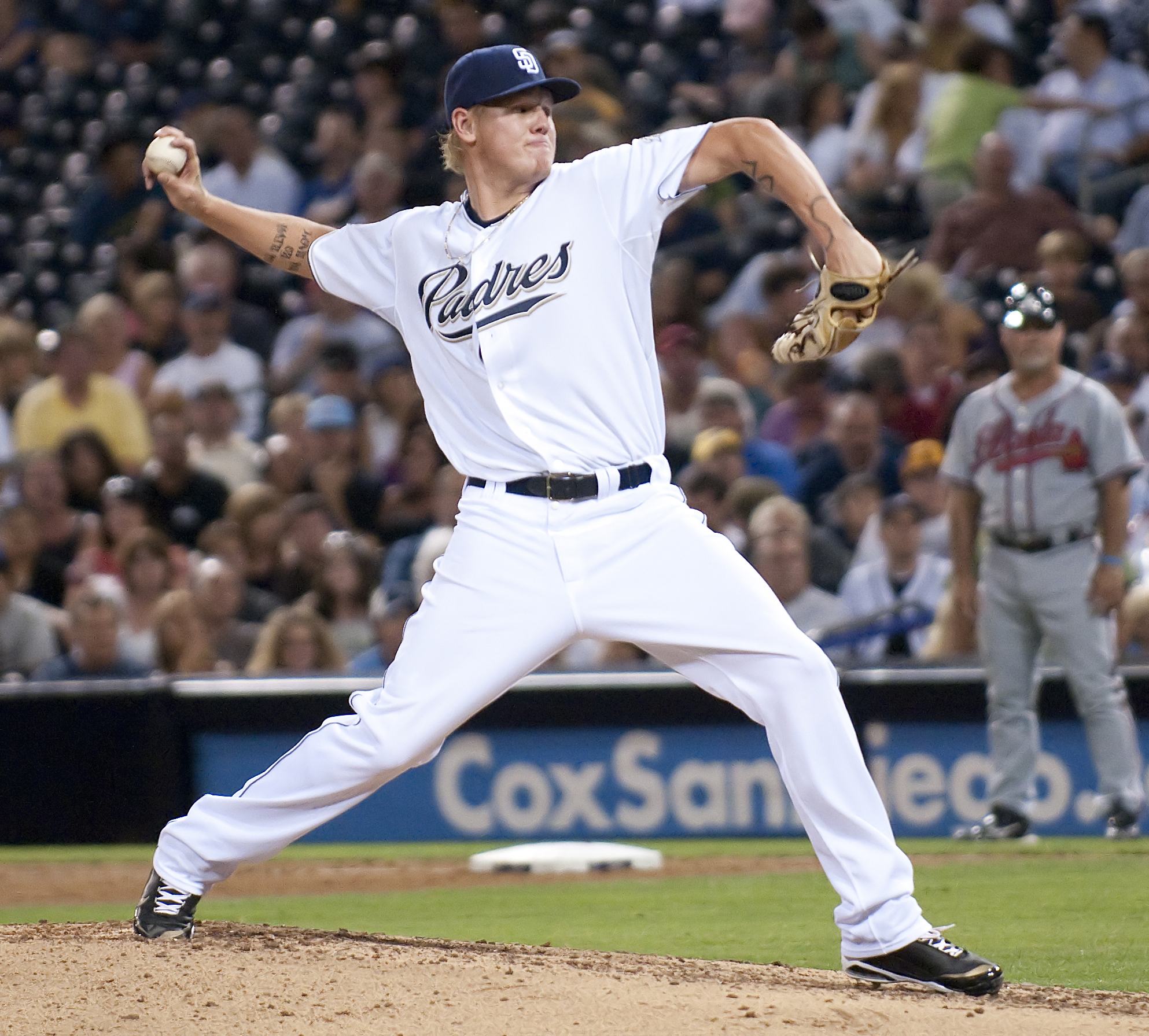
Mat Latos en 2009 avec San Diego.

Mat Latos est repêché au 11e tour de sélection par les Padres de San Diego en 2006.
Il fait ses débuts dans les majeures le 19 juillet 2009 dans un match opposant les Padres aux Rockies du Colorado. Il est crédité de la défaite à cette occasion mais remporte sa première victoire à son départ suivant, le 24 juillet contre les Nationals de Washington. Il est le lanceur gagnant dans les trois parties suivantes, devenant le premier lanceur dans l'histoire de la franchise à remporter la victoire à quatre de ses cinq premiers départs en carrière. Il termine sa première année en MLB avec 4 gains et 5 revers et une moyenne de points mérités de 4,62.
Latos entreprend la saison 2010 dans la rotation de lanceurs partants des Padres. Le 13 mai à San Francisco, il réussit son premier match complet et son premier blanchissage en carrière dans le triomphe de 1-0 de San Diego sur les Giants. Il remporte 14 parties, contre 10 défaites, et affiche une excellente moyenne de points mérités parmi les 10 meilleures de la Ligue nationale à 2,92. Au scrutin tenu pour la remise du trophée Cy Young du meilleur lanceur de la Nationale, Latos termine huitième.
Latos effectue 31 départs pour les Padres en 2011. Il maintient une bonne moyenne de points mérités de 3,47 mais, avec un club de dernière position, il conclut l'année avec une fiche perdante de 9-14.

### Reds de Cincinnati
Le 17 décembre 2011, Latos est échangé aux Reds de Cincinnati en retour de quatre joueurs : le lanceur droitier Edinson Volquez, le premier but et voltigeur Yonder Alonso, le lanceur droitier des ligues mineures Brad Boxberger et le receveur des mineures Yasmani Grandal. Lanceur très fiable au sein de la rotation de lanceurs partants des Reds, Latos remporte 33 matchs contre 16 défaites en trois saisons à Cincinnati, au cours desquelles il maintient une moyenne de points mérités de 3,31 en 552 manches et un tiers de travail.
En 2012, il amorce 33 parties, le plus haut total de la Ligue nationale, remporte 14 parties contre seulement 4 revers et maintient sa moyenne à 3,48 en 209 manches et un tiers au monticule.
Ses 14 victoires, contre 7 défaites, sont un sommet chez les Reds en 2013 et il abaisse sa moyenne de points mérités à 3,16 en 210 manches et deux tiers lancées. Après la saison, il subit une opération pour retirer des fragments d'os de son coude droit.
Avant la saison 2014, Latos subit une opération pour réparer, cette fois, son ménisque gauche. Il ne joue son premier match de 2014 pour les Reds qu'à la mi-juin. En 16 départs à sa dernière année à Cincinnati, il maintient une moyenne de points mérités de 3,25 en 102 manches et un tiers lancées, avec 5 gains et autant de revers.

### Marlins de Miami
Le 11 décembre 2014, les Reds de Cincinnati échangent Mat Latos aux Marlins de Miami contre le lanceur droitier Anthony DeSclafani et le receveur Chad Wallach.
Il connaît un pénible début de saison 2015 avec les Marlins. Sa moyenne de points mérités s'élève en effet à 6,12 lors de ses 9 premiers départs. Après un séjour sur la liste des joueurs blessés provoquée par une inflammation du genou gauche, il maintient une moyenne de points mérités de 2,96 à ses 7 derniers matchs entrepris pour Miami.

### Dodgers de Los Angeles
Le 30 juillet 2015, les Marlins échangent Mat Latos et le joueur de premier but Michael Morse aux Dodgers de Los Angeles en retour de trois lanceurs droitiers des ligues mineures, Jeff Brigham, Victor Araujo et Kevin Guzman. Déçu de leur nouvelle acquisition, qui a alloué 18 points mérités en 5 départs et une présence en relève, les Dodgers libèrent Latos de son contrat le 25 septembre suivant.

### Angels de Los Angeles
Le 28 septembre 2015, Latos rejoint les Angels de Los Angeles. Il n'apparaît que dans deux de leurs matchs pour compléter la saison 2015 avec une moyenne de points mérités de 4,95 en 116 manches et un tiers lancées au total pour les Marlins, les Dodgers et les Angels.

### White Sox de Chicago
Le 9 février 2016, Latos signe un contrat de 3 millions de dollars pour un an avec les White Sox de Chicago.
Latos amorce 11 parties pour les White Sox en 2016, en gagne 6 contre deux défaites, mais sa moyenne de points mérités n'est guère reluisante et s'élève à 4,62 en 60 manches et un tiers lancées. Il est libéré par Chicago le 17 juin 2016.

### Nationals de Washington
Latos rejoint les Nationals de Washington le 29 juin 2016.
En 6 matchs, dont 5 comme lanceur de relève, sa moyenne de points mérités pour Washington se chiffre à 6,52. Il complète l'année avec une moyenne de 4,89 en 70 manches lancées, malgré 7 victoires en 10 décisions pour les White Sox et les Nationals.

### Blue Jays de Toronto
Le 16 février 2017, il signe un contrat des ligues mineures avec les Blue Jays de Toronto. Il ne joue que 3 matchs pour les Blue Jays avant d'être libéré de ce contrat.